# Poliembrionía en insectos
La poliembrionía en insectos consiste en la producción de más de un individuo genéticamente idéntico a partir de un solo huevo fertilizado. 
El fenómeno de poliembrionía es observado en himenópteros parasitoides, donde se cree que ha evolucionado independientemente en 4 familias diferentes: Braconidae, Platygastridae, Encyrtidae y Dryinidae. En poliembrionía de insectos, el desarrollo de embriones se aleja del plan de desarrollo generalizado de un insecto. Según Scott Gilbert, las especies de insectos con poliembrionía son prueba de que pueden cometerse errores al generalizar patrones a todo un subfilo de organismos. Por otro lado, se ha observado incluso que la poliembrionía puede ir acompañada de especificación de castas en el huevo, como es el caso de Copidosoma floridanum. Esta especie representa el caso más extremo de poliembrionía, en el cual, a partir de un solo huevo fertilizado pueden desarrollarse más de 1000 embriones individuales. Gran parte de los estudios realizados en poliembrionía de himenópteros parasitoides se han realizado en esta especie. 

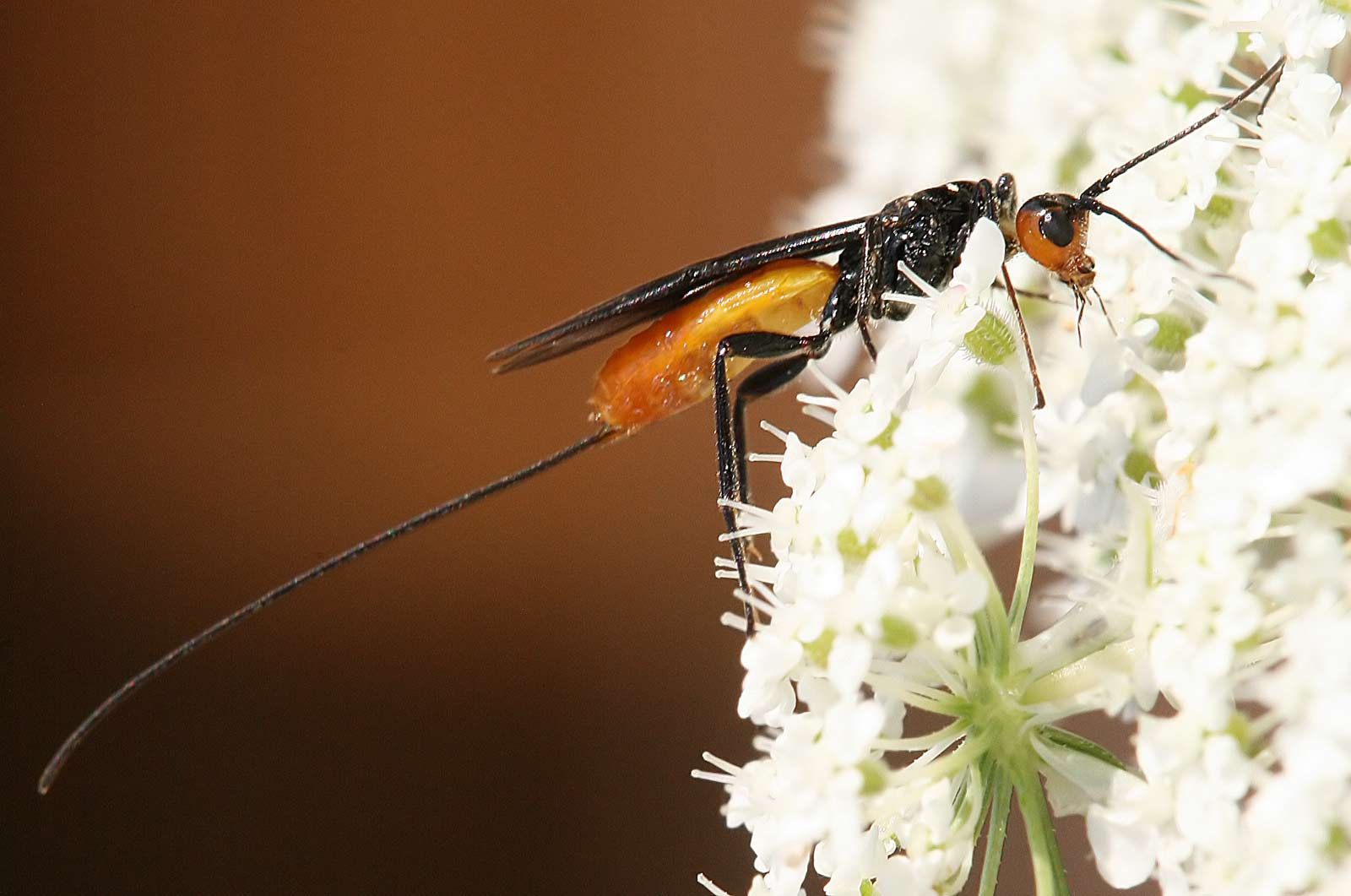
Avispa Braconidae (Atanycolus sp.), endoparasitoide de áfidos.

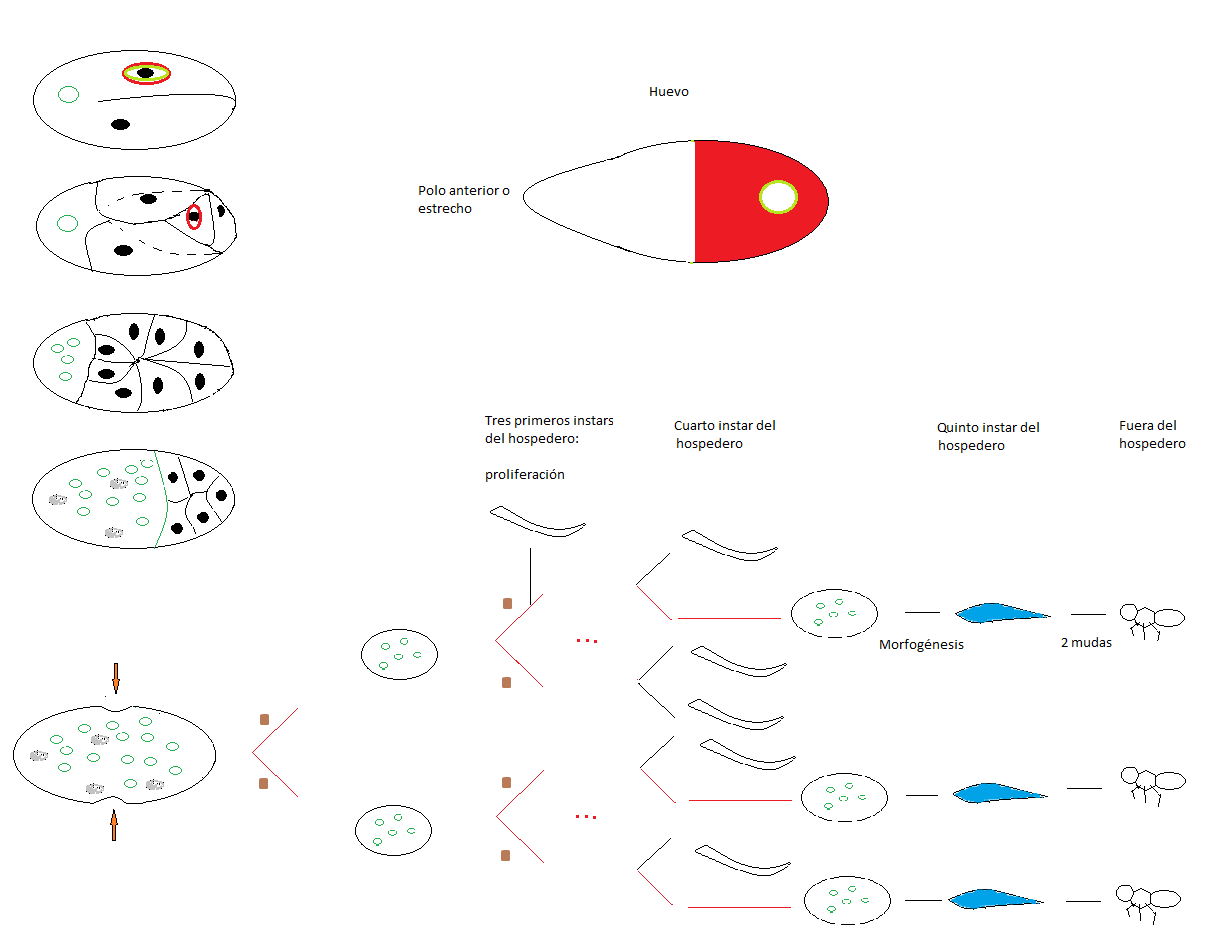
Parte superior derecha: esquema del huevo de C. floridanum.

## Desarrollo temprano

### Desarrollo temprano generalizado de un insecto
El modelo de clivaje generalizado que ocurre en los insectos es el clivaje superficial. El inicio del desarrollo en Drosophila se usa para describir este modelo. Luego de la fertilización se produce una proliferación central de núcleos seguida por la migración de estos núcleos hacia la periferia del huevo, mientras continúan su división. Un grupo pequeño de células que llegan primero a la periferia y se ubican en la parte posterior del huevo obtienen una membrana celular, siendo denominadas células polares. Estas células polares son las primeras en formarse y corresponden a las células de la línea germinal. Después de que los demás núcleos llegan al borde del huevo se forma lo que se conoce como un blastodermo sincitial. Posteriormente cada célula se ve envuelta por una membrana celular formando un blastodermo celular. La definición de los ejes corporales en Drosophila se da por la presencia de morfógenos en el huevo derivados de la madre.

### Características del huevo deCopidosoma  floridanum
Los huevos de C. floridanum que darán lugar a múltiples embriones se caracterizan por tener un polo estrecho, es decir, un lado del huevo es más voluminoso que el otro.  El huevo es pequeño (alrededor de 60um), la yema está totalmente ausente. 
Contraria a la forma de desarrollo conocida en insectos, en los huevos de especies poliembriónicas se observa una ausencia de correlación entre la polaridad del huevo y el eje antero-posterior de los embriones resultantes. Las primeras divisiones se caracterizan por ser divisiones completas, lo que implica que las divisiones nucleares se ven acompañadas también de divisiones del citoplasma. Sin embargo, la primera división celular no es completa, dejando el polo estrecho del huevo sin dividirse en el lugar donde se encuentra un cuerpo polar. 
De manera paralela, el hecho de que células tempranas con expresión de genes asociados a línea germinal y cierto organelo (el cual se detallará más adelante) sean continuas con células primordiales germinales en embriones más tardíos, sugeriría que existen determinantes maternos ubicados asimétricamente en el huevo, que dirigen divisiones asimétricas. En este punto existe alguna similitud con el modelo de desarrollo general aceptado para insectos (existen determinantes tempranos de línea germinal).

### Clivaje y proliferación
El clivaje de C. floridanum, en comparación con el de Drosophila, resulta ser lento. La primera división celular se produce dos horas después de la puesta, dando lugar a dos blastómeros de tamaño similar. Esta primera división conlleva la redistribución de contenidos citoplasmáticos diferentes. El oosoma, un organelo implicado en la determinación sexual de himenópteros, se queda en una sola célula. En la segunda división, uno de los blastómeros se divide en otros dos de igual tamaño, mientras que el otro también da lugar a dos nuevos blastómeros, pero uno es de mayor tamaño que el otro.
Un punto del desarrollo temprano a destacar, que surge como consecuencia de la división celularizada, es la especificación temprana de las células. Experimentos de ablación de células tempranas con láser, después de los cuales, en algunos casos, se observa un desarrollo normal, sugieren que existe tanto un desarrollo regulativo como algún nivel de determinación temprano (a nivel de línea germinal, como se explicará más adelante).
En C. floridanum, se observó que, a diferencia de otros insectos, los cuerpos polares no se degeneran, sino que, en cambio, forman una capa extraembrionaria durante el desarrollo. Según observaciones realizadas con microscopía confocal, la región polar, que no participa en la primera división celular, forma un sincitio desde el estadio del tercer clivaje, que rodea todo el embrión mientras se está produciendo una proliferación celular que lleva a la formación de una mórula primaria. Mientras la capa extraembrionaria rodea la mórula, el corion se rompe, liberando el embrión. El rompimiento del corion del huevo ocurre aproximadamente durante las primeras 48 horas después de la puesta, en este punto, se producen movimientos embrionales específicos que implantan la mórula en el interior de los tejidos del huésped. Cuando el hospedero de C. floridanum, Trichoplusia ni, sale de su propio huevo, la mórula ha logrado implantarse en el hemocele de la región del tórax a través de las tráqueas o de la hipodermis a través de la capa extraembrionaria.
El proceso de invaginación del sincitio posee una característica poco común. Durante el inicio del recubrimiento, no se observa expresión de polímeros de actina como se esperaría en un movimiento de este tipo; sin embargo, cuando ya se ha recubierto la mitad del embrión, se puede observar esta expresión.
A continuación, el sincitio extraembrionario pasa por múltiples procesos de invaginación acompañados de división celular, que dan como resultado la formación de mórulas secundarias, que en conjunto se denominan polimórula. En el cuarto instar del hospedero de este parasitoide (Trichoplusia ni), se ha producido un proceso de proliferación de mórulas asociado a invaginaciones del sincitio (derivado de los cuerpos polares) que termina dando lugar a un número mayor de 1000 mórulas secundarias. El hecho de que se formen tantas mórulas puede considerarse una razón importante para la potencial existencia de desarrollo regulativo.
La tasa de formación de nuevas mórulas se ve alterada durante el desarrollo. Experimentos de trasplantes de polimórulas de diferentes edades en varios estadios del hospedero muestran que, a medida que avanza el desarrollo, se reduce la capacidad para formar múltiples embriones y que esta capacidad también se ve reducida cuando los trasplantes se realizan en estadios más avanzados del hospedero.
Por otro lado, los marcadores del proceso de proliferación pueden ser genes conocidos. Experimentos de hibridación in situ utilizando un homólogo de Sonic hedgehog (CF-hh) en C. floridanum han llevado a encontrar que la expresión de este gen es ubicua en el interior de las mórulas en estado de proliferación y que, cuando una mórula secundaria específica (sin importar la casta; ver más adelante) se dirige hacia el proceso de morfogénesis, cesa la expresión.

### Determinación de ejes corporales
En general, las observaciones de insectos poliembriónicos han llevado a pensar que cada embrión formado a partir del huevo debe por sí mismo establecer los ejes corporales, a diferencia de lo ya mencionado en Drosophila. Cabe resaltar que existe una clara imposibilidad de que exista algún tipo de determinación de los ejes resultantes de los embriones desde el huevo a través de determinantes maternos, dado que el patrón derivado de la madre debería poder mantenerse durante toda la fase de proliferación hasta el punto de mantenerse en las más de mil mórulas, desafiando esto la idea de que la determinación de los ejes corporales es temprana en los metazoos. Más aún, los embriones en la polimórula resultan orientados aleatoriamente.

## Línea germinal y formación de castas
En varios himenópteros, como se mencionó antes, el oosoma está relacionado con la especificación de la línea germinal. En C. floridanum, la distribución de genes homólogos a Vasa (que es un marcador común de células primordiales germinales en insectos, en adelante CF-vas) se da de forma coordinada con la segregación del oosoma, es decir, desde la primera división celular se observa expresión diferencial de este gen en una de las células, y se podría hablar de especificación de células germinales. Posteriormente, en el estadio de cuatro células, este gen de línea germinal se ve expresado en el blastómero pequeño, que luego de dividirse lo transmite a sus dos células hijas; estas células se caracterizan entonces por dividirse retrasadamente respecto a aquellas que no heredan proteínas de CF-vas. El hecho de que mediante CF-vas se localice en el oosoma por observación mediante inmunotinciones indica que la proteína CF-vas es un componente de este organelo.
En representantes poliembriónicos de la familia Encyrtidae se producen diferentes castas al interior de un mismo huevo. Se puede observar una casta de soldados, que se forman en algunas mórulas secundarias durante los primeros 4 instars del hospedero y cuya función es la defensa ante posibles competidores dentro del hospedero, tanto intraespecíficos como interespecíficos. Desde el primer estadio de T. ni, ya es posible observar la presencia de soldados; en adelante, el número de soldados formados aumenta con el instar del hospedero. Mientras que las larvas con potencial reproductivo (que se desarrollan como tal hasta el quinto instar del hospedero) crecen hasta formar un adulto, las larvas soldado mueren sin realizar mudas. Las mórulas que sufren morfogénesis temprano pueden diferenciarse de las que van a dar lugar a individuos adultos porque son de un tamaño mucho mayor y cuentan con un número mayor de células. Es posible que el inicio de la morfogénesis de los soldados también esté relacionado con la ausencia de Sonic hedgehog, dado que los embriones en morfogénesis característicos de esta casta cuentan con poca expresión de este gen.
Las mórulas de individuos reproductivos, a diferencia de las ya mencionadas, pueden caracterizarse por contener dos células expresando ARN mensajero, proteína de vasa y de 20 a 30 células que no lo expresan, además de expresar mayores cantidades de Sonic hedgehog.  La identificación de vasa como marcador de mórulas que darán lugar a individuos reproductivos se ha realizado por varios autores a través de técnicas de inmunocitoquímica e hibridación in situ para CF-vas en C. floridanum. Partiendo de esto, los diferentes autores afirman que la determinación de castas podría darse por una distribución desigual de las células primordiales germinales entre las diferentes mórulas secundarias. 
En estadios más avanzados del desarrollo, se ha observado que en soldados no se da una retracción de la banda germinal que sí se observa en los individuos reproductivos. 
En experimentos adicionales, se ha observado que la pérdida del blastómero conteniendo CF-vas, mediante ablación con láser, lleva a la pérdida de potencialidad para la formación de individuos reproductivos, lo que a su vez lleva a que una puesta ocasionalmente solo de lugar a soldados.
La proporción de soldados es regulada extrínsecamente, lo que complica aún más el desarrollo de C. floridanum y además indica que deben existir señalizadores o moléculas provenientes del ambiente (ambiente del hospedero) que son capaces de dirigir el desarrollo de soldados. Como ejemplo, se ha encontrado que la presencia de puestas de huevos de otras especies de parasitoides induce un desarrollo poliembrionario en C. floridanum con un mayor número de soldados.

## Desarrollo posterior a la proliferación.

### Individuos reproductivos
Luego de haberse dado la proliferación de mórulas reproductivas y disminuirse la expresión de Sonic hedgehog se forman de forma sincronizada (en el cuarto instar de T. ni) los primordios embrionarios, que en ocasiones se desarrollaran cada uno en un individuo diferente. El inicio de la morfogénesis se ve marcado (también en este estadio del hospedero) por un elongamiento de las células que lleva a una mayor interdigitación entre ellas (por ende a una compresión de cada mórula) y la aparición de extensiones tipo filopodios.
Posteriormente se da la formación de una blástula. Su característica destacable es que está completamente ocupada por células, mientras que en otros insectos lo que se observa es una cavidad interior llena de yema cuando se forma un blastodermo. Poco tiempo después se hacen claros los ejes dorsales y ventrales, dada la formación de un surco dorsal en cada un de los embriones. Los ejes antero-posteriores también se definen en este punto. Algunos indicadores de estos ejes son la formación de lóbulos de la cabeza (extensiones de la región cefálica), surcos separando estos lóbulos del resto del cuerpo y la formación de un protocormo, que va a dar origen a la región del tronco.
Posteriormente a la gastrulación, el desarrollo se asemeja ya a al se daría en insectos monoembrionicos.  Los procesos que siguen a continuación son la segmentación así como, extensión y retracción de la banda germinal.

## Determinación  sexual
Las puestas de huevos de C. floridanum pueden dar lugar a un solo sexo. Por esta razón todos los individuos provenientes de una puesta tendrán el mismo sexo, a menos de que la puesta tenga más de un huevo. Esto ocurre como consecuencia de que, como en la mayoría de los himenópteros, en esta especie parasitoide la determinación sexual se da por la carga cromosómica del huevo, siendo los huevos fertilizados los que dan lugar a hembras.